# ترامونتي دي سوتو
ترامونتي دي سوتو هي كومونا في مقاطعة بوردينوني في منطقة فريولي فينيتسيا جوليا الايطالية  تقع على بعد حوالي 110كلمترات ( 68ميلا ) شمال غرب ترييستي وحوالي 35كلم (22 ميلا) شمال شرق بوردينوني .

## نبذة
اعتبارا من الحادي والثلاثين من شهر ديسمبر للعام 2004  كان عدد سكانها 444 نسمة ومساحتها تقدر حوالي 84.6 كيلومتر ما يعادل 32.7 ميل مربع.
تحيط بترامونتي دي سوتو عدد من البلديات وهي : كاستلنوفو ديل فرولي ، كلازيتو ،فريسانكو ، ميدونو ، بريون ، سوشيڤ ، ترامونتي دي سوبرا ، ترافسيو ، فرزيجنز  و ڤيتو دا اسيو .